# كاي ديفيز
السيدة كاي إليزابيث ديفيز (بالإنجليزية: Kay Davies)‏ (كاي بارتريدج قبل الزواج، من مواليد 1 أبريل من عام 1951) الحاصلة على رتبة الإمبراطورية البريطانية فائقة الامتياز، وعلى زمالة الجمعية الملكية، وزمالة أكاديمية العلوم الطبية، هي عالمة وراثة بريطانية. تشغل ديفيز منصب أستاذ منحة دكتور لي في علم التشريح في جامعة أكسفورد، وحازت لقب زميل كلية هيرتفورد، في جامعة أكسفورد، وهي مديرة وحدة الوراثة الوظيفية في مجلس البحوث الطبية بالمملكة المتحدة، ومديرة صندوق ويلكم الخيري الهادف لتمويل الأبحاث وتحسين صحة الإنسان والحيوان، ومديرة مركز أكسفورد لوظائف الجين، وراعية الجمعية العلمية في جامعة أكسفورد وواحدة من أوائل أعضائها. تتمتع مجموعتها البحثية بسمعة دولية لعملها على مرض الحثل العضلي الدوشيني. طورت ديفيز، في ثمانينيات القرن العشرين، اختبارًا يسمح بفحص الأجنة التي تحمل أمهاتها احتمال إصابة كبير بمرض الحثل العضلي الدوشيني. في الآونة الآخيرة، أثارت العديد من أوراقها البحثية اهتمام باحثين آخرين لاحتمال انطوائها على تزوير من نوع ما.

## أولى سنوات حياتها والتعليم
ولدت ديفيز في بلدة ستوربريدج، غرب مقاطعة ويست مدلاندز، وسط إنجلترا، وتلقت تعليمها في مدرسة جيج ميل، ومدرسة ستوربريدج كاونتي الثانوية للبنات، وكلية سومرفيل، وكلية وولفسون بجامعة أكسفورد. حصلت ديفيز على درجة الدكتوراه في عام 1976 برسالة حول بنية ووظيفة الكروماتين في عفن فيزاروم بوليسي فالوم الغروي.

## الحياة المهنية والأبحاث
تتمتع مجموعة أبحاث ديفيز بسمعة دولية، وخصوصًا تلك المتعلقة بمرض الحثل العضلي الدوشيني. في ثمانينيات القرن العشرين، طورت ديفيز، اختبارًا يسمح بفحص الأجنة التي تحمل أمهاتها احتمال إصابة كبير بمرض الحثل العضلي الدوشيني. يحدث الحثل العضلي الدوشيني عندما يفشل بروتين الديستروفين في التحرر ضمن الخلايا العضلية بسبب طفرة في الجين الذي يرمّز البروتين. في عام 1898، اكتشفت ديفيز الخصائص المشابهة للديستروفين التي يتمتع بها بروتين الأتروفين، وقد أظهرت التجارب على الفئران منذ ذلك الحين، إمكانية أن يعوض تنظيم بروتين الأتروفين في خلايا العضلات عن غياب الديستروفين. تتعاون ديفيز حاليًا، مع زميل مجلس البحوث الأوروبية، الدكتور بيتر أوليفر على دراسة الاضطرابات الحركية والعصبية عند الإنسان.
تعمل ديفيز كمدير وحدة الوراثة الوظيفية في مجلس البحوث الطبية، وهي مديرة صندوق ويلكم الخيري لدعم الأبحاث وتحسين صحة الإنسان والحيوان، وتشغل أيضًا، مع كل من فرانسيس آشكروفت وبيتر دونيلي، منصب مدير مركز أكسفورد لوظائف الجينات. تشغل ديفيز منصب محررة تنفيذية في مجلة علم الوراثة الجزيئية البشرية.
نشرت ديفيز أكثر من 400 ورقة بحثية بالمجمل، وفازت بالعديد من الجوائز عن عملها. تشغل ديفيز، منذ عام 2008، منصب حاكم صندوق ويلكم تراست الخيري، وأصبحت، في عام 2013، نائب رئيس مجلس الإدارة فيه. حصلت كاي ديفيز، في عام 2014، على جائزة النساء في العلوم والهندسة عن مجمل أعمال حياتها.

### الجوائز والتكريمات والتقديرات
في عام 1998، حصلت ديفيز على لقب زميلةٍ مؤسِّسَة لأكاديمية العلوم الطبية، وانتخبت في عام 2003، لزمالة الجمعية الملكية. قُلدت ديفيز وسام الإمبراطورية البريطانية، ورُقّيت بعدها، خلال ترقيات السنة الجديدة لعام 2008، إلى رتبة الإمبراطورية البريطانية فائقة الامتياز.
حصلت ديفيز على الزمالة الفخرية في كلية سمرفيل في جامعة أكسفورد، وهي من ألقى المحاضرة الافتتاحية في جامعة كينغستون في عام 2012، وألفت أيضًا خطبة هارفيان في كلية الأطباء الملكية عام 2013. في عام 2015، منحت الجمعية الأمريكية لعلم الوراثة البشرية ديفيز جائزة ويليام آلان، وعينت، في شهر سبتمبر من عام 2016، كراعية لصندوق ويلكم الخيري.
قلدت الجمعية الملكية ديفيز، في عام 2018، ميدالية كرونيان عن «مجمل إنجازاتها في مجال تطوير اختبار ما قبل الولاة لمرض الحثل العضلي الدوشيني ولعملها في تحديد النواقل العصبية الشريكة لبروتين الديستروفين».

## وصلات خارجية
- الموقع الرسمي